# Риддлз, Роберт
Роберт Артур Риддлз (англ. Robert Arthur Riddles; 23 мая 1892 — 18 июня 1983 года) — британский инженер-локомотивостроитель.

## Биография

### LNWR и LMS
В 1909 году поступил на работу на завод Crewe Works London and North Western Railway (LSRW) в качестве стажёра. Подготовку завершил в 1913 году. Во время учебы в Институте механики прошёл курс в области электротехники, считая, что будущее локомотивов — в электрической тяге. Во время Первой мировой войны служил в Корпусе королевских инженеров, в основном во Франции, был тяжело ранен.
После демобилизации вернулся на завод в Кру и в 1920 году стал ответственным за создание электрического цеха. Когда эта работа была остановлена, Риддлз получил должность в небольшом отделе контроля производства и был отправлена в Хорвич для изучение методов, используемых Lancashire and Yorkshire Railway. Благодаря этому Риддлз завёл полезные связи и оказал существенное влияние на реорганизацию завода, проведённую между 1925 и 1927 годами. В 1923 году LNWR вошла в состав London, Midland and Scottish Railway (LMS), и, по завершении реформы в Кру, Риддлз переехал на завод в Дерби, ранее принадлежавший также поглощённой Midland Railway. Здесь он также занялся преобразованием завода при активной поддержке тогдашнего начальника производства Джорджа Айватта.
В течение девятидневной Всеобщей забастовки в мае 1926 года Риддлз добровольно вызвался заменить машиниста на линиях из Кру в Манчестер и Карлайл. Этот опыт был исключителен для главных механиков, но сам Риддлз утверждал, что практические навыки вождения паровоза, которые он приобрёл, были неоценимым подспорьем в конструкторской работе.
В 1933 году Риддлз переехал в Юстон, чтобы занять должность помощника по конструированию локомотивов при новом главном механике Уильяме Станире. В 1935 году он стал главным помощником Станира. В 1937 году Риддлза перевели в Глазго в качестве инженера-механика и инженера-электрика шотландского отделения — он стал первым, кто объединил в одной должности разные направления развития локомотивной техники. Однако разочарованием для Риддлза стало то, что заместителем Станира в это время был назначен Чарльз Фэрберн.

### Министерство снабжения
В 1939 году, с началом Второй мировой войны, Риддлз перешёл на работу в Министерство снабжения, став директором транспортного оборудования, а позже создал паровозы серий  WD Austerity типов 1-4-0 и 1-5-0.

### Возвращение в LMS
В 1943 году перешел на должность главного суперинтенданта в LMS, утверждая, что очень хочет вернуться в железнодорожный бизнес. После смерти Чарльза Фэрберна в 1944 году подал заявку на должность главного механика, но эта работа досталась Джорджу Айватту, а Риддлз получил повышение до вице-президента LMS.

### British Railways
После создания в 1947 году British Railways в рамках подготовки к национализации железных дорог, Риддлз получил назначение руководителем направления механики и электротехники. У него было два главных помощников, оба также из LMS: Роланд С. Бонд, отвечавший за строительство и ремонт локомотивов, и Е. С. Кокс, отвечавший за проектирование. Совместно они выполняли обязанности прежнего главного механика и впоследствии курировали разработку стандартных серий локомотивов British Railways.

### Отставка
В 1953 году Риддлз ушёл в отставку одновременно с упразднением старой структуры управления железными дорогами. Он стал директором Stothert & Pitt — компании из Бата, занимавшейся проектирование грузовых кранов.
Преемником Риддлза в качестве главного механика British Railways стал Дж. Ф. Харрисон.